# Campionati europei di beach volley 2008
I Campionati europei di beach volley 2007 si sono svolti dal 10 al 13 luglio 2008 ad Amburgo in Germania.

## Podi
| Evento                      | Oro                                          | Argento                             | Bronzo                                     |
| Torneo maschile (dettagli)  | Paesi Bassi Reinder Nummerdor Richard Schuil | Germania Kay Matysik Stefan Uhmann  | Russia Dmitri Barsuk Igor Kolodinski       |
| Torneo femminile (dettagli) | Germania Sara Goller Laura Ludwig            | Norvegia Nila Håkedal Ingrid Tørlen | Norvegia Susanne Glesnes Kathrine Maaseide |

## Medagliere
| Posizione | Nazione     | Oro | Argento | Bronzo | Totale |
| --------- | ----------- | --- | ------- | ------ | ------ |
| 1         | Germania    | 1   | 1       | 0      | 2      |
| 2         | Paesi Bassi | 1   | 0       | 0      | 1      |
| 3         | Norvegia    | 0   | 1       | 1      | 2      |
| 4         | Russia      | 0   | 0       | 1      | 1      |
| Totale    | Totale      | 2   | 2       | 2      | 6      |